# Centralismo en Perú
El centralismo en Perú es un fenómeno caracterizado por la concentración de la riqueza económica y la influencia política en un pequeño segmento de la población, predominantemente localizado a lo largo de las regiones costeras del país. Este grupo, conocido como la élite costera, ejerce un poder considerable y ha dominado históricamente los asuntos de la nación. El epicentro de esta tendencia centralista es Lima, la capital y ciudad más poblada de Perú, que ha sido el corazón administrativo y económico del país desde el siglo XX.
El gobierno peruano ha funcionado tradicionalmente bajo un sistema centralizado, una práctica que ha persistido a lo largo de la historia republicana de la nación. Durante el periodo conocido como República Aristocrática, de 1895 a 1919, este modelo centralista se afianzó aún más, una situación que el célebre intelectual Víctor Andrés Belaúnde criticó célebremente como «plutocracia costeña». Las ramificaciones de tal sistema han sido profundas, dando lugar a importantes disparidades económicas, privación de derechos políticos y un sinfín de otras desigualdades, sobre todo en las zonas rurales, mientras que Lima ha cosechado la mayoría de las ventajas socioeconómicas.
A pesar del sistema centralizado, se produjo un cambio notable a mediados del siglo XX, durante el mandato del presidente Juan Velasco Alvarado, que intentó romper el statu quo. Sin embargo, a principios de la década de 2000, cuando se iniciaron los esfuerzos de regionalización, el dominio de Lima seguía siendo evidente: albergaba a un tercio de la población de Perú, la mitad de su capacidad industrial y controlaba una parte desproporcionada de la economía administrativa de la nación: representaba el 90 % de los ingresos del Estado y el 80 % de sus gastos.
La reforma agriaría del siglo XX provocó cierta redistribución de los recursos y la aparición de élites locales, pero estos grupos no llegaron a ejercer una influencia sustancial sobre las decisiones fundamentales tomadas en la capital, Según el investigador Francisco Durand, en la década de 2000 continuó la concentración del sector empresarial, con la participación del Estado peruano en la adquisición de empresas y la obtención de préstamos. Durand sostiene que el Estado es percibido como una entidad con un peso económico considerable, pero sigue siendo relativamente débil dentro de la economía nacional en general.

## Contexto

### Historia y desarrollo político

#### Primeros años de república
El Imperio español tenía el control de Lima, así como el puerto de Callao cerca de la ciudad. La ciudad, que contaba con menos de tres mil personas de prestigio, según la Sociedad Académica de Amantes, conformaba el grupo de dominación del país por sus logros en la educación. Con la independencia de Perú, se desarrollaron pequeños grupos con liderazgo regional (Cuzco, Arequipa y Huánuco), en contrapeso del acomodado estilo de vida de Lima por el colonialismo de aquel entonces. Asimismo, la ciudad de Piura, una de las primeras ciudades fundadas en el virreinato, adquirió un protagonismo político. El cabildo de Piura, que era el más antiguo del Perú, se convirtió en un importante centro de poder regional. Sin embargo, la opulencia limeña contrastaba con la realidad de las provincias rurales, donde persistían prácticas de servidumbre en las haciendas controladas por terratenientes.
El sistema de curacas, que representaba a las comunidades indígenas durante la colonia, fue abolido con la independencia. Esto generó incertidumbre sobre la representación de los pueblos andinos, lo que se reflejó en la participación de personas no blancas en las montoneras, grupos guerrilleros que luchaban por la independencia. Tras la abolición de los curacas, surgió el grupo de los «indios de comunidad», descendientes de estos líderes locales que buscaban mantener su influencia en las comunidades. Su objetivo era asegurar la representación de sus intereses en la naciente república.
La disputa entre el federalismo y el centralismo fue el clivaje fundamental en la historia del país. Los centralistas, que contaban con el apoyo de las élites económicas y militares, argumentaban que un gobierno fuerte era necesario para mantener el orden y la unidad del país. Los federalistas, por su parte, defendían que la descentralización permitiría a las regiones participar más en la toma de decisiones y mejoraría la representación de los intereses locales. La disputa entre centralistas y federalistas culminó en el fracaso de la Confederación Perú-Boliviana (1836-1839), un proyecto federal que fue derrocado por el gobierno centralista de Andrés de Santa Cruz, que estuvo acompañado de una falta de interés de darle autonomía los municipios. Tras la caída de la Confederación, así como la derrota de Manuel Ignacio de Vivanco en un intento de revivir la corriente liberal, como fue en los años de independencia, el centralismo se consolidó como el sistema político dominante en el Perú. 
Durante los siguientes mandatos, Perú experimentó con frecuencia auges de materias primas, como el guano, que beneficiaron a las élites blancas de la costa. Estas élites aprovecharon sus rentas de ese recurso, para aumentar su poder e influencia, lo que consolidó aún más el centralismo. Posteriormente, la globalización del siglo XX intensificó las brechas entre las áreas urbanas y rurales del Perú. Las zonas más pobladas aumentaron su capacidad de conectarse con la economía global y su riqueza, mientras que las zonas más pequeñas experimentaron una fuga de recursos y capital humano hacia las grandes urbes. Este fenómeno se vio antecedido por la emergencia de la aristocracia durante los primeros años de la denominada República Aristocrática (década de 1890), que consolidó el poder central y la concentración de la riqueza en Lima. La burguesía, que fue consolidada en la costa peruana, también jugó un papel importante en la consolidación del centralismo bajo nombres varios: «plutocracia costeña» (Víctor Andrés Belaunde), «barones del azúcar y algodón» (APRA) y «oligarquía» (izquierda política).
El presidente Augusto Leguía (1919-1930) profundizó el centralismo al concentrar el poder en el gobierno central y favorecer el desarrollo de Lima. Su modelo de desarrollo hasta 1960, basado en el laissez faire, contribuyó a la concentración de la riqueza y el poder en la capital, mucho antes que Hernando de Soto estableciera una ideología neoliberal a los empresarios. En el ensayo La cohesión de la élite y el poder oligárquico, Dennis Gilbert destacó el dominio casi ininterrumpido de una oligarquía de familias acaudaladas desde 1895 hasta 1968.

#### El intento de ceder el poder a otras regiones en el sigloXX

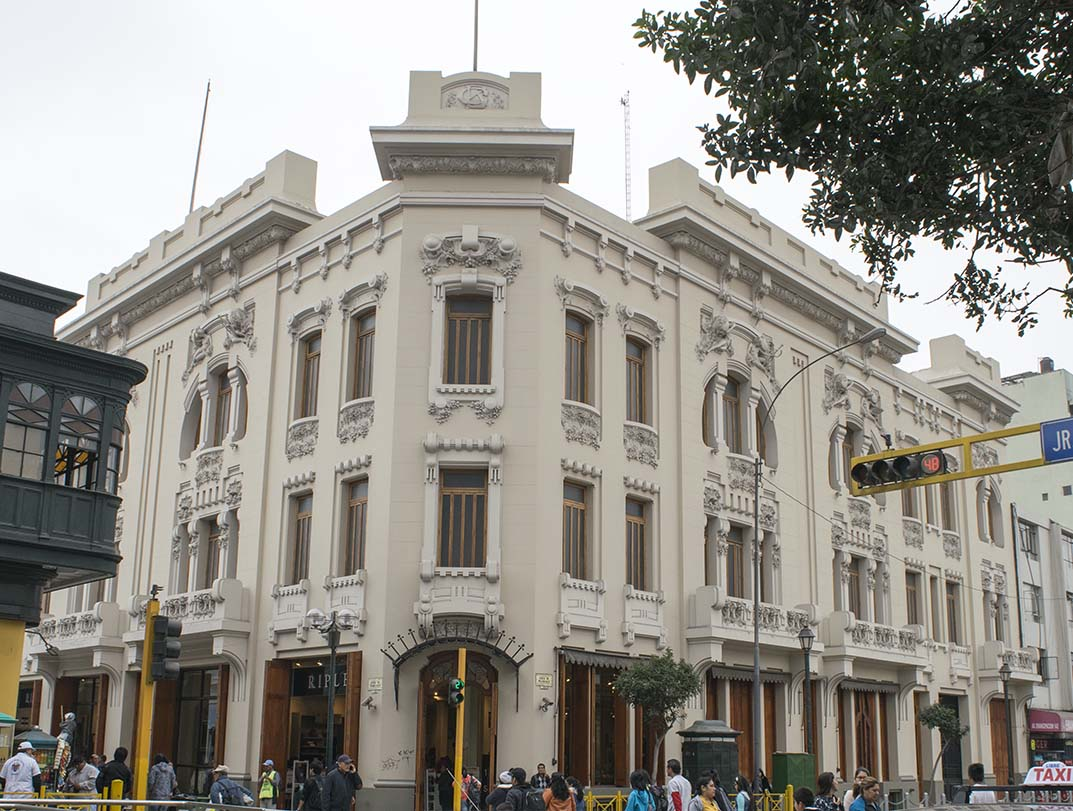
Palais Concert, antiguo referente del centralismo, al referirse como «El Perú es Lima, Lima es [...] el Palais Concert [...]».

El poder rural se vio restringido al carecer de un contacto directo con el Estado hasta 1920, cuando se promulgaron la Ley de Reforma Agraria y la Ley de Comunidades Campesinas. A lo largo del tiempo, intelectuales como Luis Eduardo Valcárcel intentaron que las élites fueran representadas por indígenas. En la década de 1930, la Alianza Popular Revolucionaria Americana (APRA, luego Partido Aprista Peruano) ya representaba a la élite provinciana. Ante la incapacidad de establecer una organización política rival, la oligarquía optó por apoyar la candidatura de Luis Sánchez Cerro. Aun así, la amenaza del creciente poder rural había facilitado una alianza estratégica prematura entre la oligarquía y los gamonales, figuras locales influyentes descritas como un grupo conservador.
A mediados ese siglo, Lima concentraba la mitad de la economía nacional, debido a su atractivo industrial. Este fenómeno se vio reforzado por la Ley de Promoción Industrial de 1959, que estableció el Fondo Nacional de Desarrollo Económico (en el segundo gobierno de Manuel Prado) para planificar el empleo de los recursos.
En 1963, Fernando Belaúnde Terry ganó las elecciones generales y gobernó con un enfoque moderado de industrialización y construcción de carreteras en los Andes. Sin embargo, su doctrina de La conquista del Perú por los peruanos promovía la explotación de los recursos de la Amazonía y otras zonas periféricas del país a través de la conquista y colonización. En 1964, el gobierno de Belaúnde fue responsable de un incidente conocido como el genocidio Matsé, en el que las fuerzas armadas peruanas y aviones estadounidenses recurrieron al napalm y atacaron a una etnia indígena de la Amazonía, causando cientos de muertes.
En 1965, el escritor puneño Gamaliel Churata escribió el artículo «Puno y la hegemonía cultural del Titikaka» en el diario El Comercio. El artículo describía la crisis que atravesaba la empresa estatal CORPUNO, que sería el elemento principal de las protestas de Juliaca de ese año. Se esperaba que el artículo recibiera una importante colaboración que no se materializó. Esto coincidió con el interés de la capital de Perú en recibir a escritores de varias ciudades del país y a lectores extranjeros.
Para 1968, Lima ya había emergido como el centro político y económico del Perú, gracias a los incentivos económicos ya concretados. El desarrollo urbano e industrial de Lima atrajo a los mejores elementos de las provincias, ofreciendo mayores y mejores oportunidades de educación, salud y empleo.
Por otro lado, la restricción del derecho al voto en las áreas rurales se mantuvo hasta 1979, cuando la constitución de ese año permitió votar a las personas analfabetas. Como resultado, entre 1919 y 2021, once de los dieciocho presidentes elegidos democráticamente en el país eran originarios de Lima.
Además, la reforma agraria peruana de 1969, que buscaba distribuir la riqueza, coincidió con el breve surgimiento de una élite rural. La reforma agraria, al redistribuir la tierra, creó nuevas oportunidades para esta élite y así volver a tener autonomía.
El gobierno militar de Juan Velasco Alvarado intentó nacionalizar industrias que se formaron a mediados de siglo, pero su objetivo principal era la monopolización y el control político a nivel general. Además, el gobierno asumió el control virtual de todas las estaciones de radiodifusión, cuya meta fue descentralizar los medios de comunicación y así tener mayor contacto a las comunidades rurales en sus propias lenguas. El campesino, hacia los años 1980, pudo desarrollar su economía por medio de créditos rurales. Sin embargo, durante los años 1990, la presencia de la élite de otros departamentos fue limitada a causa de la crisis de partidos políticos y la posterior disolución de las Asambleas Regionales por consejos transitorios en el gobierno de Alberto Fujimori, responsable de instalar el sistema neoliberal en su Constitución de 1993 y la poca regulación de las empresas. Para el año 2000, la crisis del fujimorato llevó a un sector agrícola dañado, lo que complicó la economía rural y dependió de la importación de productos alimenticios.

#### El nuevo contacto con la región
Años después de iniciar la etapa de privatización de empresas, una de las personas que buscó luchar al «centralismo limeño» fue el economista Alejandro Toledo Manrique, responsable del presupuesto participativo nacional y, al ser elegido presidente, de reformar la Constitución de 1993 para fomentar las entidades subnacionales. Sin embargo, la riqueza obtenida entre 1990 y 2020 no fue distribuida a nivel nacional; los niveles de vida mostraban disparidades entre Lima, que era la ciudad más desarrollada, y regiones costeras similares, mientras que las provincias rurales permanecieron empobrecidas. La Confederación Nacional de Instituciones Empresariales Privadas (Confiep), representante del sector empresarial a nivel nacional, manifestó su recelo ante el proyecto de descentralización, atribuyéndolo a conflictos comunicativos con frentes regionales que abogaban por una distribución más equitativa del poder.
Se destacó, por ejemplo, a la divergencia de la élite empresarial de Arequipa, que mantuvo un perfil bajo durante la década de 1980. Al igual que la capital, la ciudad experimentó una similar inmigración de Lima. Durante el Arequipazo, un movimiento que tuvo lugar durante el gobierno de Alejandro Toledo en oposición a la privatización de empresas de su localidad, la clase empresarial se desligó de las autoridades regionales y los candidatos electos a futuro no tuvieron relación con la política regional. Otro ejemplo ocurrió en 2004, cuando el departamento de La Libertad formalizó su primera empresa regional figurada como sociedad anónima cerrada, enfocada en la extracción, transformación y comercialización de agregados gruesos y finos.
En 2003 el ejecutivo realizó un proyecto de ley para tomar el control de los apoyos sociales por medio del ministerio de la Mujer, institución creada por Alberto Fujimori para promocionar su imagen con campañas presidenciales. En 2005, el 36 % del presupuesto fue destinado fuera del gobierno central, como municipalidades y gobiernos regionales. En la edición 2005 de CADE Ejecutivos, el 92 % de los encuestados por Apoyo vio como positivo su labor, mucho más que el Congreso de ese entonces. Sin embargo, recogido por el diario Expreso, Toledo tuvo un favorecimiento menor que en otros países, como señaló la encuesta Cómo la élite de Latinoamérica ve al mundo, realizada por Zogby.
A lo largo del tiempo, los grupos empresariales mantuvieron su defensa de los ideales del neoliberalismo que instauró Fujimori, apoyados por figuras políticas, entre ellas los hombres de negocios Dionisio Romero Paoletti y Roque Benavides. Este último fue asesor externo de Alan García y manifestó su visión social desde su asociación civil Reflexión Democrática. No obstante, antes de que García asumiera nuevamente el poder, el resultado incierto de las elecciones de 2006 llevó a Enrique Ghersi a advertir que la élite limeña había perdido su ideología. Ante la incertidumbre del panorama político, esta confió en que el exmilitar Ollanta Humala podría transformar sus vidas.
Cabe destacar que, durante la campaña presidencial de 2006, Alan García declaró que Lourdes Flores Nano era la «candidata de los ricos» y que existía «un libreto» en el que se intentaba distanciarla de la élite limeña y de la Confiep. Aunque Flores Nano no accedió a la segunda vuelta, el sociólogo Héctor Béjar resaltó su papel simbólico como abanderada de la derecha política antes de la contienda electoral entre Humala y García.
No obstante, Keiko Fujimori, hija del expresidente, posteriormente se convirtió en una figura controvertida debido a las supuestas contribuciones monetarias realizadas por empresarios limeños. En el año 2019, la Confiep expresó que la candidata presidencial Keiko Fujimori no representaba los intereses del gremio, si bien propusieron realizar una campaña de promoción del sector privado a quien asumiera el cargo presidencial el año 2011.

#### Pandemia de COVID-19 y elección de Pedro Castillo
Años después, durante la pandemia de COVID-19 en Perú, las élites se enfrentaron al entonces presidente Martín Vizcarra, quien no gozaba de la aprobación del sector empresarial cuando asumía la banda presidencial. En dicha pandemia, cuando en la primera ronda electoral, el candidato ultraconservador Rafael López Aliaga resultó el más votado en los distritos más ricos, de acuerdo con el portal Ojo Público; en la fase subsiguiente de las elecciones generales peruanas de 2021, la candidatura de Pedro Castillo generó interés debido a las diferencias regionales y la influencia del centralismo. Esto se agudizó, especialmente, ante las calificaciones de «comunista» e incluso «caviar» hacia él y sus seguidores, hechas por su rival Keiko Fujimori. 
La campaña de Fujimori se fortaleció por el apoyo de las instituciones de poder del país y de los peruanos en el extranjero. También recibió el apoyo del gremio empresarial, aunque con algunas matices tras la crisis electoral. Según el investigador Steven Levitsky, las élites no buscaban promover las aspiraciones personales de Fujimori, sino impedir el surgimiento de una figura que pudiera desafiar sus redes de influencia en Lima.
En contraposición, Castillo adquirió relevancia en zonas rurales. Al igual que en otras elecciones de este siglo, los candidatos favoritos en las áreas rurales generalmente fueron distintos de los más predilectos en las zonas urbanas. En mayo de 2021, Americas Quarterly señaló que «la esperanza de vida en Huancavelica, […] la región donde Castillo recibió su participación más alta del voto en la primera ronda, es siete años menor que en Lima. En Puno, donde Castillo recibió encima 47 % de los votos, la tasa de mortalidad infantil casi triplicó a la de Lima». Las disparidades existentes en Perú provocaron una «fatiga de la globalización» según el investigador Raúl Asensio, lo que resultó en una polarización entre las áreas rurales y urbanas que vieron diferentes prioridades con respecto al estilo de vida, la economía y la política. Asensio describió que Castillo, ya reconocido como un «verdadero peruano» por sus partidarios, pudo capitalizar los sentimientos de «fatiga de la globalización» compartidos por la población rural y establecer apoyo. Su principal promesa fue deshacer en el favoritismo de Lima a favor de defender los derechos regionales.
La zona minera, que mayoritariamente se encontraba al sur del país, con los departamentos de Apurímac, Arequipa, Cusco, Moquegua, Madre de Dios, Puno y Tacna, representaba en 2021 el 15.6 % del PBI nacional. Además, según el Ministerio de Energía y Minas, los territorios obtuvieron el 30 % del PBI en minería e hidrocarburos. Sin embargo, esta actividad no ha generado suficientes puestos de trabajo para mejorar el desarrollo urbano de las zonas aledañas. De hecho, regiones como Puno continúan siendo las más pobres del país. Un estudio del Instituto de Ingenieros de Minas del Perú realizado en 2024 indicó que, entre los periodos 2005 y 2021, solamente el 62 % de los 66 765 millones de soles asignados fueron ejecutados por los gobiernos regionales. De las cuales, el promedio de obras ejecutadas por cada gobierno es del 40 %.
La respuesta urbana en Lima fue de temor. Según Percy Medina (IDEA Internacional), a pesar de que Lima representaba un tercio de los votantes, la influencia de cada voto era significativa y determinaría el resultado electoral. La división de la élite empresarial con el presidente Castillo se hizo patente al terminar la segunda vuelta electoral, pero este grupo prefirió defender la legitimidad de las elecciones cuando Keiko Fujimori acusó a estas de «fraude». El diario Clarín notó que el electo Castillo cambió su discurso compatible con las ideas neoliberales antes de entrar al cargo con ayuda del economista Pedro Francke, sin el consenso esperado.
Se reveló posteriormente que personas cercanas a la Sociedad Nacional de Industrias planificaron una eventual destitución presidencial. Un suceso que su representante desestimó en un comunicado.
Años después, Pedro Castillo fue destituido por la oposición parlamentaria. Fue uno de los factores que conllevaron la convulsión social de 2022-2023, inicialmente convocada por organizaciones con afinidad política al exmandatario y que acabó respaldada por la ciudadanía en general. El periodista Marcelo Rochabrun de Bloomberg señaló que los líderes empresariales «han abrazado a Dina Boluarte», mandataria sucesora de Castillo altamente criticada por sus manifestantes.
Boluarte solía realizar la mayoría de las presentaciones en Lima Metropolitana, donde se llevaron a cabo un 85 % de las actividades en 2024. También realizó viajes a otros países en busca de acuerdos económicos con mayor intensidad que para visitar regiones en situación de pobreza, a diferencia de lo que hizo Pedro Castillo durante su campaña presidencial.
En aquel entonces, el Congreso aprobó un plan para eliminar los movimientos regionales y obligarles a pasar por los partidos políticos, muchos de los cuales tienen su sede en Lima. Además, la autoridad de la Dirección Desconcentrada de Cultura denunció las restricciones y prohibiciones impuestas por el Poder Ejecutivo, como ocurrió con la venta de entradas a Machu Picchu por parte de una empresa limeña.

### Lima como el centro de desarrollo urbano y comercial
Lima es conocida por su gran expansión comercial, en que opera su centro financiero para conectar con otros países. Para inicios del nuevo milenio, con 31 mil kilómetros cuadrados y casi el 3 % del territorio nacional, generó el 44 % del PBI. Además, Lima representó casi el 55 % del PBI del sector industrial, cifra que superó al el 60 % en 2022. En 1985, Lima ya concentraba una considerable parte de las 10 mil industrias del país. Para 1988, el 70 % de la industria de la manufactura se realizó en la metrópolis de Lima/Callao.
Lima cambió radicalmente el panorama urbano en el siglo XX, del 26.9 % ocupado en 1940 al 70.1 % en 1993. Como detalle adicional, en 1985, Lima contenía el 27 % de las viviendas construidas.  Adicionalmente, con información de INEI, para mediados de los años 2010 tres de los cinco distritos más ricos del Perú están en Lima (San Isidro, Miraflores y San Borja) contaban con menos del 1 % de pobreza.  Solo un distrito fuera de Lima superó a San Isidro; según la Sociedad de Comercio Exterior del Perú, en 2023, fue la zona de San Marcos en Áncash, a pesar de que no cuenta un nivel alto de desarrollo humano.
Un factor importante es que Lima cuenta con el mayor valor de terreno inmobiliario (que supera a los dos mil dólares por metro cuadrado). De hecho, por concentrar una vida elitista, cinco de los distritos más ricos se caracterizan por tener un perfil de pobladores costeños urbanos empleados que cuentan con formación profesional universitaria.  Según el Mapa de pobreza provincial y distrital 2013, 10 de los 20 distritos con menor incidencia de pobreza están en Lima Metropolitana, zona que agrupa a 43 distritos. En la Encuesta de hogares de INEI de 2019, la zona metropolitana consiguió que el 69.2 % de la población estuviera en los sectores A, B o C.
La capital, específicamente en la zona centro, cuenta con dos sectores destacados para la industria inmobiliaria, según la Cámara Peruana de la Construcción: «Lima Top» y «Lima Moderna». También alberga empresas peruanas que opera en dicha ciudad y concentran la industria nacional para finales del siglo XX como son el Grupo Breca, el Grupo Romero y el Grupo Wiese; siendo los dueños del Banco de Crédito, que posee el 9.6 % del sector urbano. Así como empresas emergentes como Intercorp (Rodríguez Pastor) y el Grupo Gloria (Rodríguez), que ocupan por debajo de las familias más ricas del país en 2022, los Brescia, bajo la marca Breca, y los Romero. Varias familias desarrollaron sus vínculos políticos con los denominados hacedores de política después de la llegada de Velasco Alvarado al poder. Según José Carlos Lumbreras de Perú Top, el despegue de las grandes empresas es único en Lima, y no necesariamente en regiones aledañas del país.
En 2019, el reporte del Índice de Competitividad Regional del Instituto Peruano de Economía señaló a Lima como la región con mayor desarrollo, seguida de la provincia constitucional del Callao y otras regiones de la costa sur. Un estudio de la Universidad de San Martín de Porres en 2023, señaló que Lima y Callao concentran el 50 % del valor agregado bruto a nivel nacional, a pesar de que el valor per cápita de Lima es menor a otros departamentos como Moquegua y Tacna.

### Lima y su representación política e intelectual
Cuando se conformó la Constitución de 1979, Lima representó el 66 % de los senadores electos, tanto nacidos como residentes de dicha ciudad. Entre 1963 y 1968, el promedio fue de un 20 %. La reforma constitucional de 1993, aprobada por el Congreso de la República, redujo la representación de las regiones en el mismo, pasando de un sistema de distritos múltiples que estableció la Constitución de 1979 a un distrito electoral único, como denunció la Asamblea Regional del Cusco en el año 2000. Esta reforma incrementó la representación de Lima como distrito electoral, que pasó a contar con 35 congresistas en 2002, lo que representó el 29 % del total de escaños (sin contar a Lima Región y Callao). Según un estudio de la consultoría Centro Wiñaq, en 2021 Lima Urbana tenía 37 congresistas para una población de 11.18 millones de habitantes, lo que significa 3.3 congresistas por millón. En comparación, las siete regiones del sur tenían 25 congresistas para sus 5.84 millones de habitantes, lo que significa 4.3 congresistas por millón.
Tradicionalmente, Lima ha apoyado a candidatos conservadores con rasgos mestizos, a diferencia de otras regiones como Puno, que optan por representantes de origen andino. Esta tendencia se ha visto atenuada en casos puntuales, como la elección de Pedro Pablo Kuczynski, quien representó una alternativa a Keiko Fujimori para ambas regiones. Es destacable que, con excepciones como Guido Bellido, la mayoría de los congresistas electos en 2021 no poseían un dominio fluido del quechua.
Existen otros estudios sobre el apartado intelectual para entender el fenómeno de la clase alta en la costa peruana, donde surge la oligarquía, en el cual pocas personas que sabían leer y escribir consiguieron el derecho a votar en el pasado. Uno de ellos correspondió al Partido Civil, un partido político representado por intelectuales y partícipe en la República Aristocrática, cuya figura destacada en la posible influencia de la política fue Antero Aspíllaga. Desde la publicación de La oligarquía en el Perú en 1968, se ha considerado los círculos sociales exclusivos para formarse con futuros influyentes nacionales como el Club de Regatas Lima, el Club Nacional, el Club de la Unión, el Country Club Villa y el Real Club de Lima.
El fútbol es uno de los deportes que se empezaron a practicar en el siglo XIX en los clubes exclusivos que se fundaron en la capital, como el Lima Cricket and Lawn Tennis. El primer club de fútbol peruano surgió del Unión Cricket, que se fundó en 1893 por miembros de la élite criolla y que contó con la primera cancha de fútbol para equipos peruanos. Este deporte comenzó a popularizarse con la creación de la Liga Peruana de Fútbol, que inicialmente solo contaba con clubes limeños. Con las medidas de Augusto Leguía para que el deporte fuera masivo en el país, la élite ya se había centrado en otros deportes exclusivos, como el golf, la hípica o el tenis.
Lima presenta una proporción significativamente mayor de instituciones educativas privadas en comparación con otras regiones del país. Según el informe de Comex de 2024, el 75 % de los centros educativos en Lima son operados por el sector privado, en contraste con el promedio nacional del 20 %. Un informe publicado por el portal web trujillano Buena Pepa indica que los distritos de San Isidro y La Molina cuentan con una alta concentración de escuelas secundarias privadas. Esta concentración no es un hecho aislado. En 2022, se difundieron diapositivas elaboradas por alumnos del Colegio San Silvestre (Miraflores), una institución de alto nivel económico, que contenían directrices para acceder a círculos sociales selectos. Este incidente ilustra la dinámica de las instituciones educativas privadas en Lima, donde la disponibilidad de centros educativos de élite se concentra en zonas específicas de la ciudad.
Asimismo, los medios de comunicación, especialmente la televisión y la radio de gestión privada desde la década de 1950, han estado centrados en Lima. Estos transmiten contenido desde una perspectiva local, distribuido por varias repetidoras a nivel nacional desde la década de 1990. Posteriormente, los medios han sido manejados por conglomerados controlados por empresas limeñas. Específicamente, América Televisión contó con el Grupo El Comercio como su principal accionista, empresa también propietaria de los principales diarios de circulación nacional.

## Consecuencias
El centralismo atrajo la atención de empresas de otros países debido a la instalación de un sistema neoliberal, inclusive en actividades políticas, cuya economía de libre mercado (establecida en la Constitución de 1993) no fue lo suficientemente llevada en otros sectores de la sociedad nacional. Una muestra de la consecuencia política en el país es la considerable destinación del presupuesto nacional hacia su centralización. Producto de ello, el control político de la élite no solo limitó el desarrollo a todo el Perú, desde los inicios de su historia republicana, según el escritor José Manuel Valdez y Palacios, sino que imposibilitó uniformizar la economía nacional. La Organización para la Cooperación y el Desarrollo Económico criticó en 2023 el dominio del mercado por «unos pocos grupos empresariales de gran tamaño, y ello se traduce en una elevada concentración y una baja percepción de competencia».
En un contexto diferente, el control político se consolidó al margen de la izquierda política y de la participación de los pobladores de las zonas aledañas a la capital. En el que fracasaron las formaciones de movimientos progresistas. A pesar de estos fracasos, los movimientos sociales tuvieron presencia en la década de 2000 para promover la descentralización del poder en el país. Estos movimientos serían posteriormente conocidos como movimientos regionales, descritos por Freddy Vracko Metzger, presidente de la Asociación de Movimientos Regionales del Perú, como «la competencia directa y más fuerte» de los partidos políticos con presencia en otras regiones y provincias.
El control político también contribuyó al racismo sistémico en Perú al generar, principalmente, la percepción de que los limeños reciben una educación de mayor calidad que los habitantes rurales, lo que provocó que los mejores colegios y universidades se concentraran en Lima. El informe de la Comisión de la Verdad y Reconciliación señaló que existe un desinterés hacia los pueblos indígenas, por lo que el centralismo ha contribuido a la invisibilización y a la estigmatización de sus miembros. En este último se manifiesta el uso del terruqueo.
Uno de los mayores problemas del centralismo peruano es su abastecimiento nacional. El economista Manuel Pardo y Lavalle ya había denunciado este riesgo en la etapa militar de la historia republicana, señalando que la concentración de la población y el poder en Lima generaba un desequilibrio que dificultaba la distribución de bienes y servicios a las regiones. El historiador Eduardo Arroyo ha advertido que el centralismo podría colapsar si no camina de la mano con la descentralización. En su opinión, es dificultoso desarrollarse en provincias cuando la capital es conceptuada como un «trampolín para saltar a la escena internacional». Una de las muestras de este desequilibrio es la llegada de nueva población más joven y con mayor movilidad a Lima, mientras se presenciaba el envejecimiento de la población en las provincias.  Estos migrantes, que buscan un mejor estilo de vida, contribuyeron a la informalidad en el país, ya que encontraron dificultades para acceder al empleo formal en una complicada asistencia burocática.

## Análisis
El centralismo se identificó como una condición estructural que aquejó a la República Peruana desde su nacimiento hasta la actualidad. Las disparidades entre la capital, Lima, y las provincias se convirtieron en uno de los ejemplos más marcados de desigualdad de ingresos en América Latina. Según el experto Martín Tanaka, en 2007 surgió una nueva dicotomía entre una región costera desarrollada y regiones andinas y selváticas menos urbanizadas y con mayores niveles de pobreza.
A comienzos del siglo XX, los intelectuales de las provincias rurales respondieron a este centralismo promoviendo el regionalismo, que abogaba por redistribuir el desarrollo desde Lima hacia las zonas periféricas. El filósofo marxista José Carlos Mariátegui inició el análisis sistemático del fenómeno en su ensayo «Regionalismo y centralismo» de sus Siete ensayos de interpretación de la realidad peruana. Esta idea influyó en el Grupo Norte de Trujillo y en las doctrinas de la literatura indigenista, que se oponían a la oligarquía y al dominio extranjero.
El filósofo Francisco Miró Quesada, director suplementario de El Comercio, afirmó en un foro sobre Fernando Belaúnde Terry en 1964 que «todo lo que nos habían dicho sobre el Perú, [solamente] era válido para una pequeña porción de nuestra Patria». Esta noción destaca la influencia de los medios de comunicación y las encuestadoras limeñas en la opinión pública. Rolando Ames resaltó las diferencias entre el pensamiento de Lima y el de otras regiones, observando una disminución significativa en la representatividad de la opinión limeña desde la década de 1990.
Tras la regionalización de Perú en la década de 2000, el economista Roberto Abusada sugirió que esta medida había conducido a un «centralismo chiquito en cada región». Sin embargo, el empresario y expresidente de Confiep, Roque Benavides, advirtió en una entrevista de 2017 que persistía un centralismo perjudicial que frenaba el desarrollo, obstaculizando la formalización y el crecimiento de las microempresas. La historiadora Natalia Majluf señaló que también persistía una concentración cultural, ya que las principales colecciones nacionales se encuentran en Lima, lo que deja a los demás museos sin fondos para su mantenimiento.
En 2002 se ha propuesto cambiar la Constitución de 1993 para cambiar el canon minero hacia la población indígena por la entonces primera dama Eliane Karp. En 2019, el periodista Juan Carlos Tafur vaticinó que hay una «evidencia de la renovación de un pacto de sangre entre nuestra oligarquía y Fuerza Popular (partido de Keiko Fujimori)», cuyo legado del fujimorismo «se ha institucionalizado como el partido mercantilista, autoritario y conservador que tanto parece gustarle a un sector de nuestras élites».
En el contexto de la crisis socioeconómica de Perú durante la pandemia de COVID-19 en ese país, donde se evidenció la poca presencia de personal de médico por miles de habitantes en las diferentes regiones, Kahhat afirmó que «las reformas de mercado en Perú han arrojado resultados positivos en términos de reducción de la pobreza… Pero lo que la pandemia dejó al descubierto, particularmente en Perú, es que se dejó intacto el pobre estado de los servicios públicos – específicamente en los servicios de salud». Algunos sociólogos notaron que los peruanos ven que todos los recursos naturales están en las zonas rurales, pero todos los beneficios se concentran mayoritariamente en Lima.
Debido al desinterés de algunos gobiernos en escuchar las voces que van más allá de Lima, el analista político Jesús Manya consideró que las marchas masivas en Lima son necesarias para que los movimientos regionales generen presión sobre el gobierno central. Durante la crisis política desde 2021, muchas marchas provincianas inicialmente organizadas por Pedro Castillo llevaron el nombre de «Toma de Lima».
En la segunda Encuesta Nacional de Percepción de Desigualdades, elaborada por Oxfam en 2024, se señaló que el 69 % de las personas encuestadas cree que los ricos tienen demasiada influencia en las decisiones que afectan al país. Alejandra Alayza, directora país de Oxfam, comentó al respecto que «muchos concentran el poder económico y toman decisiones políticas que benefician tan solo a unos pocos, haciéndolos más ricos».